# エビバディグッジョブ!
「エビバディグッジョブ！」は、日本のボーカルダンスユニット・M!LKの通算17枚目、メジャー・デビュー後6枚目となるシングル。
2024年10月23日にColourful RecordsからBlu-ray付初回限定盤A、B、通常盤の3形態で発売。

## 収録曲

### CD
1. エビバディグッジョブ！ [3:51］
作詞：松原さらり、作曲・編曲：田中俊亮
2. give you [3:13]
作詞：木葉あいり、作曲：岡澤知輝、編曲：山﨑佳祐
  - 初回限定盤A/Bのみ
3. Message [3:58]
作詞：MUSOH、作曲：MUSOH・Masaki Tomiyama、編曲：Masaki Tomiyama
  - 通常盤のみ

### Blu-ray
- M!LKの古民家夏休み
  - 初回限定盤Aのみ

1. ブルーシャワー (Roppongi Hills Arena)
2. Kiss Plan (Roppongi Hills Arena)
3. かすかに、君だった。 (Roppongi Hills Arena)
  - 初回限定盤Bのみ